# Infinity (Luxembourg)
 (octobre 2024).
Pour les articles homonymes, voir Infinity.
L'Infinity est un complexe de gratte-ciel dans la ville de Luxembourg au Luxembourg.

## Histoire
Les travaux de construction du complexe, développé par le promoteur immobilier belge Immobel et conçu par l'architecte Bernardo Fort-Brescia du cabinet d'architecture Arquitectonica, commencent en 2017 et sont achevés pendant le premier trimestre de 2021, après l'inauguration de la galerie commerciale du complexe le 12 décembre 2019. À la fin des travaux, la composante bureaux et commerciale du complexe est devenue la propriété du gestionnaire immobilier allemand Real I.S. selon les termes d'un accord d'achat annoncé fin 2017,.

## Description
Le complexe est situé dans le quartier de Kirchberg, à Luxembourg, dans un bloc délimité par l'avenue John F. Kennedy, la rue du Fort Niedergruenewald et la rue Johannes Kepler. À usage mixte, il se compose d'une tour de bureaux plus basse, occupée depuis fin 2019 par le cabinet d'avocats Allen & Overy, et d'une plus haute tour résidentielle, atteignant 104 mètres de hauteur. Les deux sont séparées par une galerie commerciale.

## Galerie d'images

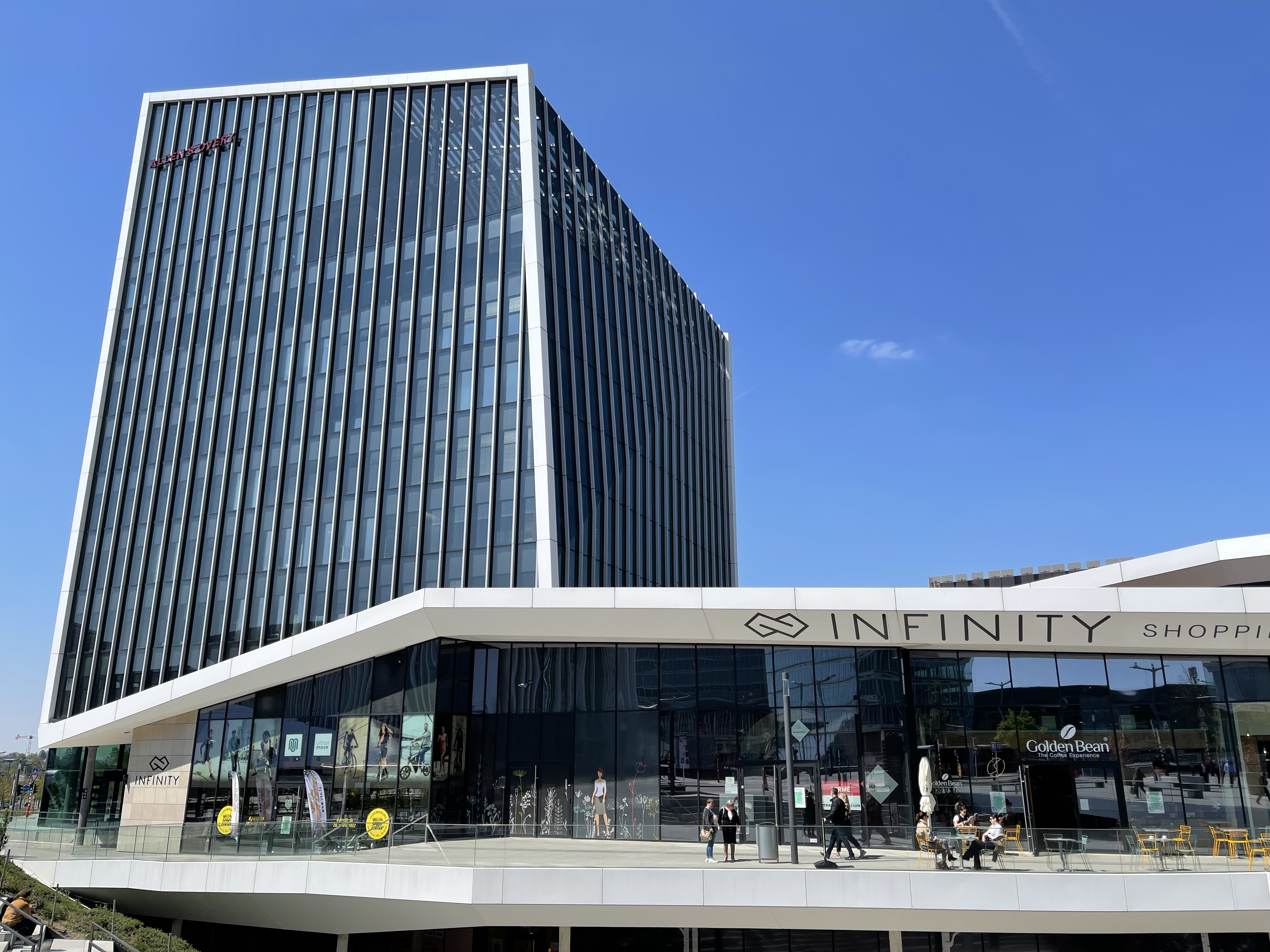
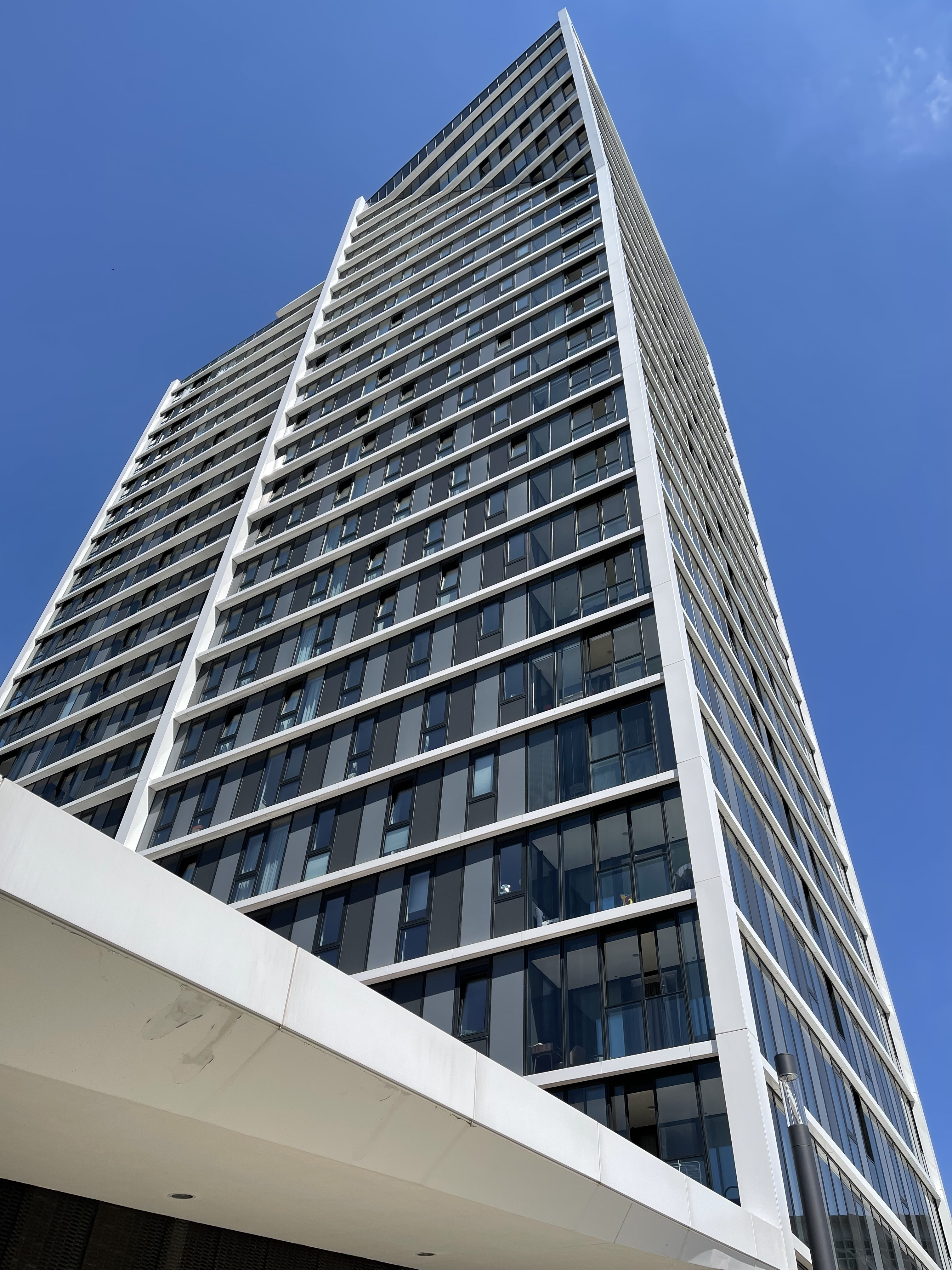